# Suidakra
Suidakra (psáno jako SuidAkrA) je německá celtic metalová kapela, svou tvorbu kombinuje i s jinými žánry (melodic death metal, folk metal). Pro rozšíření svého zvuku využívá pro metal netypické hudební nástroje, jako jsou např. dudy, irská píšťalka nebo banjo. Kariéru započala v Düsseldorfu v roce 1994 pod názvem Gloryfication.

## Historie
Skupina byla založena v roce 1994 kytaristou Arkadiusem Antonikem a bubeníkem Stefanem Möllerem pod názvem Gloryfication. Později ve stejném roce a po byli do kapely přizváni klávesistka Daniela Voigt, kytarista Marcel Schoenen a baskytarista Christoph Zacharowski. Skupina byla přejmenována na Suidakra (což je křestní jméno jejího zakladatele pozpátku.)
Suidakra nahrála na vlastní náklady svoje debutové studiové album Lupine Essence v dubnu 1997, bylo vydáno v červnu téhož roku. Album přitáhlo pozornost německé nahrávací společnosti Last Episode. Skupina u ní v roce 1998 nahrála svoji druhou desku Auld Lang Syne. Záhy po vydání byl baskytarista Christoph Zacharowski nahrazen Nilsem Brossem.

## Diskografie
Dema
- Dawn (1995)

Studiová alba
- Lupine Essence (1997)
- Auld Lang Syne (1998)
- Lays from Afar (1999)[2]
- The Arcanum (2000)
- Emprise to Avalon (2002)
- Signs for the Fallen (2003)
- Command to Charge (2005)
- Caledonia (2006)
- Crógacht (2009)
- Book of Dowth (2011)
- Eternal Defiance (2013)
- Realms of Odoric (2016)
- Cimbric Yarns (2018)
- Echoes of Yore (2019)
- Wolfbite  (2021)

EP
- The Eternal Chronicles (2013)

Kompilace
- 13 Years of Celtic Wartunes (2008) – obsahuje koncertní DVD + CD s výběrem Best of